# Tumba del General Zu Dashou (Tumba Ming)
La Tumba del General Zu Dashou (también conocida como la "Tumba Ming") es una de las más antiguas piezas en las colecciones del Museo Real de Ontario, y en la lista de Tesoros (Objetos emblemáticos) del museo. En los primeros años del siglo XX, Charles T. Currelly, por esos años el director gerente del museo, tuvo la oportunidad de adquirir un número de artefactos chinos de George Crofts, un rico comerciante chino de pieles.
En 1921, la tumba y los artefactos asociados llegaron al museo y se convirtieron en un punto focal de la colección. Originalmente poco se supo del origen (o la historia) relacionando los artefactos con su larga historia y solo se sospechaba que la misma pertenecía al General Zu. La investigación en la tumba y su pasado continuó con las décadas. En 2005, el trabajo del curador Klaas Ruitenbeek confirmó que la tumba fue originariamente edificada para y contenía los restos del General Zu Dashou y sus tres esposas.
Hoy en día, el altar, el montículo funerario de piedra, el arco y otros artefactos están dispuestos de manera de reproducir el área mortuoria como fue encontrada en el pueblo de Yongtai (cerca de Pekín) en 1919. Otras tumbas del complejo sugieren que ésta fue parte de un entramado, siendo que algunos de sus hijos fueron enterrados en las cercanías.

## El general Zu Dashou

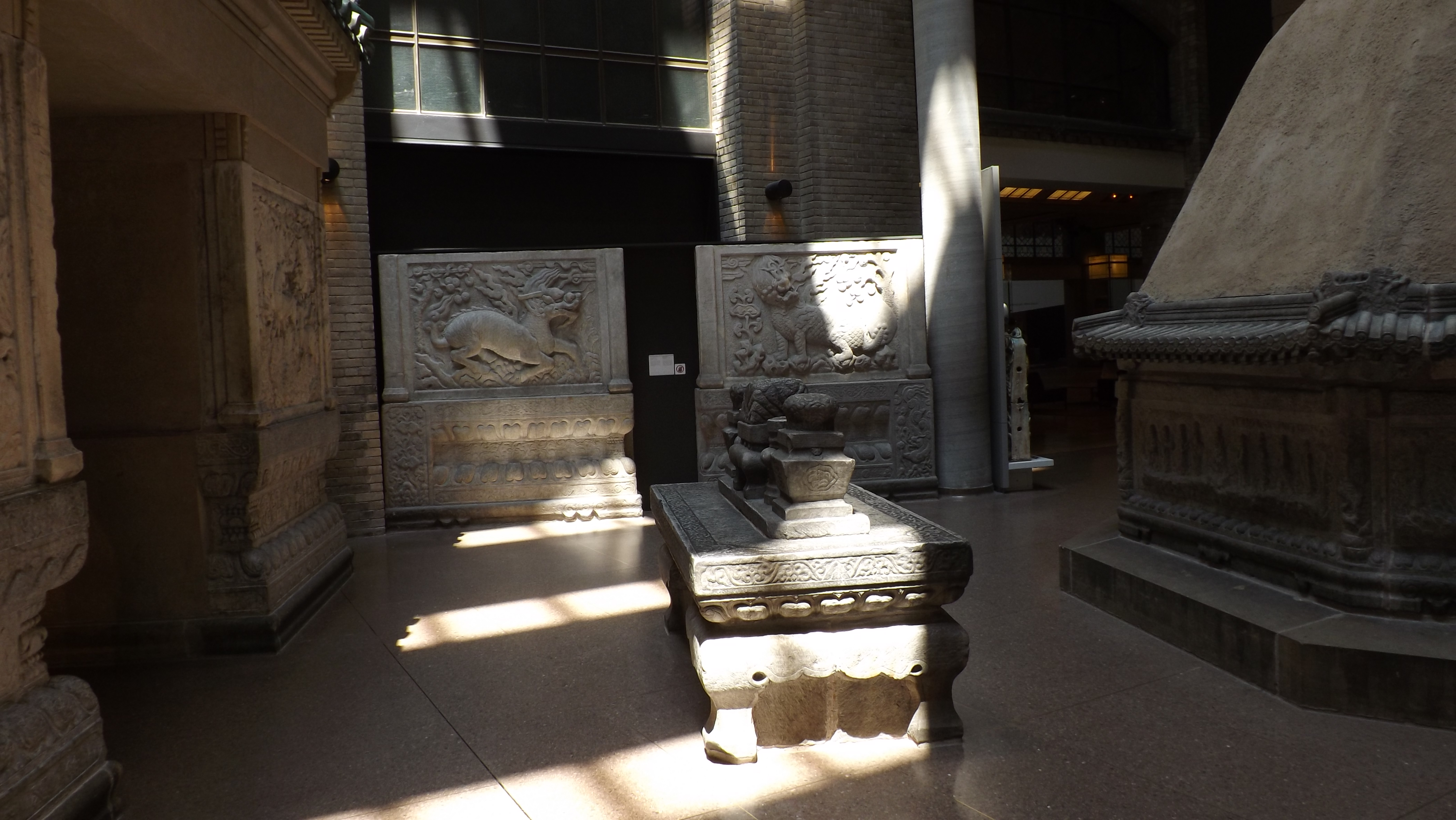
Relieves en paredes y patio en la exhibición de la Tumba Ming, ROM

El valor legendario del General Zu Dashou como defensor de la Dinastía Ming le valió un lugar de estima en la historia de China. Su vida, sin embargo, no fue ajena a la tragedia. En 1631, el general le dio a un ejército enemigo uno de sus leales hijos como rehén con el propósito de acelerar las negociaciones y liberar al pueblo de Dalinghe de las guerras constantes. Para el momento en que la dinastía Ming sucumbió, algunos de los hijos del general habían cambiado de bando. En 1656, el general exiliado murió y comenzó la construcción de su tumba. La magnitud de la misma indica el respeto y la estima que el General Zu mantuvo aún entre sus enemigos.

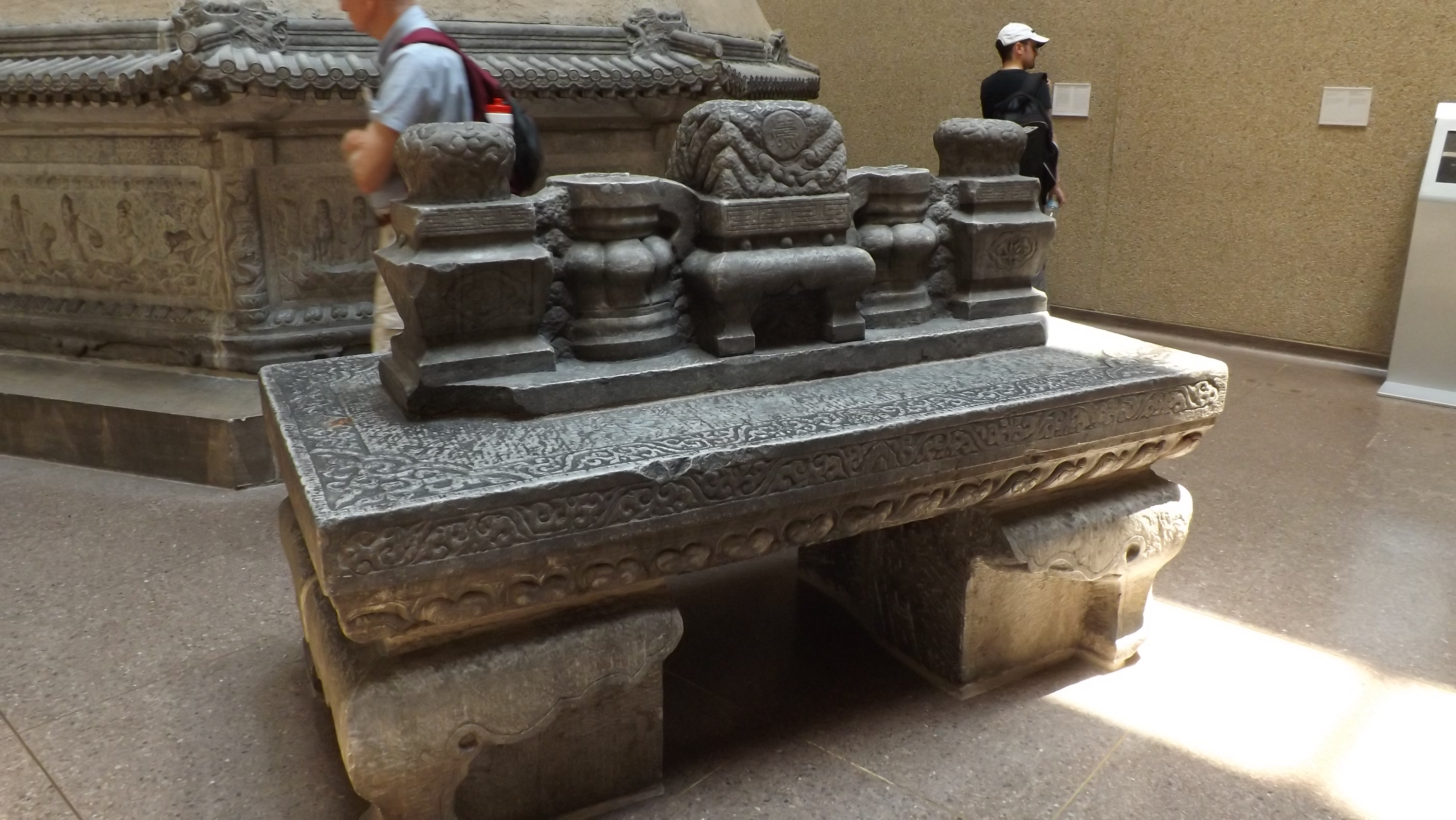
Altar de la Tumba Ming, en el Museo Real de Ontario

## Imaginería
El complejo funerario está lleno de imágenes que representan la buena fortuna y la inmortalidad. Como en muchas culturas alrededor del mundo, las imágenes mortuorias actúan como un encantamiento para aquellos cruzando hacia otra vida tanto como sirviendo de recordatorio visual del difunto, y sus buenas intenciones hacia aquellos que permanecen. Miembros de la familia producirían ofrendas a sus ancestros, incluyendo el General Zu, varias veces al año. Muchas de estas ofrendas incluían obsequios de cerámica para la tumba.

Los símbolos en el complejo mortuorio incluyen:
| SÍMBOLO  | SIGNIFICACIÓN    | EJEMPLO |
| -------- | ---------------- | ------- |
| Cérvidos | Longevidad       |         |
| Qilin    | Animales míticos |         |

Otras imágenes incluyen dragones, bambúes, monos y flores de loto.
|                       |
| Relieve del arco, ROM |

|                       |
| Base de la tumba, ROM |

|                       |
| Base de la tumba, ROM |

|                            |
| Arco de la Tumba Ming, ROM |

|                          |
| Relieves de paredes, ROM |